# Сілецька сільська рада (Іршавський район)
| Сілецька сільська рада — колишній орган місцевого самоврядування у Іршавському районі Закарпатської області з адміністративним центром у с. Сільце. Розташована в низинній частині долини річки Іршавка — південній частині Іршавського району. Сільській раді підпорядковані населені пункти: - с. Сільце Рада складається з 24 депутатів та голови. |

## Керівний склад сільської ради
| ПІБ                    | Основні відомості                                                                     | Дата обрання | Дата звільнення |
| ---------------------- | ------------------------------------------------------------------------------------- | ------------ | --------------- |
| Бабич Марія Василівна  | Сільський голова, 1958 року народження, освіта, позапартійна                          | 26.03.2006   | 31.10.2010      |
| Кузьма Віктор Юрійович | Сільський голова, 1967 року народження, освіта незакінчена вища, член Партії регіонів | 31.10.2010   |                 |

Примітка: таблиця складена за даними джерела

## Архітектурні та історичні пам'ятки
- обеліск Слави на честь загиблих воїнів-односельців

## Природні багатства
Діє кар'єр з видобутку андезиту.

## Відомі вихідці
- Худанич В. І. — доктор історичник наук
- Фущич В. І. — доктор фізико-математичних наук
- П. В. Фельцан, І. В. Сушани, В. А. Данканич — кандидати фізико-математичних наук
- І. І. Лазорик — кандидат медичних наук

## Населення
За переписом населення України 2001 року в сільській раді мешкало 3113 осіб.

### Мова
Розподіл населення за рідною мовою за даними перепису 2001 року:
| Мова       | Відсоток |
| ---------- | -------- |
| українська | 99,68 %  |
| російська  | 0,26 %   |
| білоруська | 0,03 %   |
| угорська   | 0,03 %   |